# Nigel Ellsay
Nigel Ellsay, né le 30 avril 1994 à Courtenay (Colombie-Britannique), est un coureur cycliste canadien.

## Biographie
Il met un terme à sa carrière cycliste à l'issue de la saison 2020. 

## Palmarès

### Par année
- 2011
  - 2e du championnat du Canada du contre-la-montre juniors
- 2012
  -  Champion du Canada du contre-la-montre juniors
  - Tour de la Vallée de la Trambouze
  - 2e étape de la Ronde des vallées (contre-la-montre)
- 2014
  - 2e du championnat du Canada du contre-la-montre espoirs
- 2016
  - 2e de la Joe Martin Stage Race
- 2017
  - 2e de la Tucson Bicycle Classic
  - 2e du championnat du Canada du contre-la-montre
- 2018
  - 3e du championnat du Canada sur route
- 2019
  - 2e du championnat du Canada sur route

### Classements mondiaux
| Année            | 2014 | 2015 | 2016 | 2017 |
| ---------------- | ---- | ---- | ---- | ---- |
| UCI America Tour | 322e |      | 76e  | 35e  |